# PVL–104 Tiir
A PVL–104 Tiir az Észt Határőrség orosz gyártmányú gyors deszanthajója volt, amelyet 1994–2004 között használtak. 2020-tól Finnországban van regisztrálva hobbihajóként.

## Története
A Nyizsnyij Novgorod-i Alekszejev-tervezőirodában tervezett 11771 Szerna típusú deszanthajót (a 11770 Szerna típus exportváltozata) a Volga Hajógyárban építették 1994-ben. Az alumínium-magnézium ötvözetből épített hajó különlegessége a légcsatornás hajótest. A hajó alatt kompresszorral bepréselt levegővel létrehozott légbuborék-párnán haladva a közegellenállás csökkentése révén nagy sebesség érhető el. A deszanthajót 1994 októberében vásárolta Észtország a határőrség számára és 1995-ben állították üzembe. Elsődleges feladata az észt szigeteken telepített védelmi infrastruktúra (pl. radarállomások) kiszolgálása volt, a hajóval üzemanyagot, építőanyagot, berendezéseket szállítottak.
Az  Észt Határőrség azonban ténylegesen csak két éven keresztül használta és mindössze 400 óra üzemidőt teljesített. A hajó később már nem felelt meg a határőrség igényeinek, ezért 2004-ben árverésen 410 ezer észt koronáért értékesítették és magánkézbe került. 2019-ben jelentősen átépítették, a gazdaságtalan üzemű Zvezda M503A dízelmotorokat kicserélték, a hajó korszerű navigációs berendezéseket kapott. A hajót 2020-ban Finnországban regisztrálták hobbihajóként és a Loodusruum (Természettér) nevű nonprofit szervezet bérli, amely tengeri műanyaghulladék gyűjtésére használja a Plastikuvaba Meri (Műanyagmentes Tenger) programjában.